# Valentim de Carvalho
Valentim de Carvalho é um grupo empresarial português de televisão e distribuição de música. 

## O começo
A Casa Valentim de Carvalho, Lda. surgiu em 1914 na Rua da Assunção, na baixa de Lisboa, vendendo instrumentos musicais, gramofones e pautas de música.
Em 1920 tornou-se a primeira editora discográfica portuguesa, ao comprar o Salão Neuparth & Carneiro aos descendentes do maestro Eduardo Neuparth, com as gravações de Maria Alice.
Durante quatro décadas a Valentim foi autorizada a distribuir conteúdos da multinacional EMI para Portugal.
Nos anos 1980, a EMI decide instalar-se em Portugal, e criam em conjunto uma nova entidade designada Vecemi ou EMI-Valentim de Carvalho Música, Lda., que conjugaria a edição dos discos da EMI com a gravação de artistas portugueses numa só empresa.
Em 1994, a Valentim vende a participação que detinha à EMI mas a designação EMI - Valentim de Carvalho manteve-se ainda vários anos até que a empresa passou a chamar-se EMI Music Portugal. A EMI continuou a distribuir os produtos das discografias da própria Valentim — Popular e NorteSul — que passou a dedicar-se mais à produção de televisão e ao comércio de discos na sua rede de lojas.
Depois do fim do acordo com a EMI, a Valentim de Carvalho associou-se à Iplay para a distribuição do seu catálogo. Apenas as lojas foram à falência. A empresa continuou a lançar novos discos (Edições Valentim de Carvalho) com as etiquetas EVC, Norte Sul ou Anjodaguarda. Mantém ainda os outros negócios como os estúdio de televisão e a venda de instrumentos musicais.
Mais tarde, em 2013, a EMI Music Portugal passaria a ser adquirida pela Warner Music Group (junto com outras gravadoras que faziam parte da entidade Parlophone Label Group), sendo renomeada no mesmo ano para Parlophone Music Portugal, Lda. Em 2015, a Parlophone Music Portugal foi renomeada Warner Music Portugal.

## Os estúdios
Tornaram-se emblemáticos para a música portuguesa os estúdios em Paço de Arcos onde gravaram muitos dos grandes nomes da música de Portugal e estrangeiro, como Amália Rodrigues, Carlos Paredes, Lena d'Água, António Variações, GNR ou UHF. Ou mais recentemente, bandas como Os Pontos Negros, Tiago Guillul, GCDayer, Os Golpes ou os Prana.

## Internacionalização
A Valentim de Carvalho (rede de lojas-distribuição) foi comprada pelo grupo JRP SGPS, que tinha participações na Oficina do Livro, na Editorial Notícias, e na LNK Vídeo. Esteve para ser aberta uma loja de discos em Paris, que seria dirigida por Adolfo Luxúria Canibal, mas não se chegou a concretizar devido à crise no sector.